# Dancing in the Dark (låt av Bruce Springsteen)
Dancing in the Dark är en låt av den amerikanska artisten Bruce Springsteen. Den finns med på albumet Born in the USA som kom ut 1984.